# Cern (ruisseau)
Pour les articles homonymes, voir Cern.
Le Cern, appelé le Douime dans sa partie amont, est un ruisseau français du département de la Dordogne, affluent en rive droite de la Vézère et sous-affluent de la Dordogne.

## Géographie

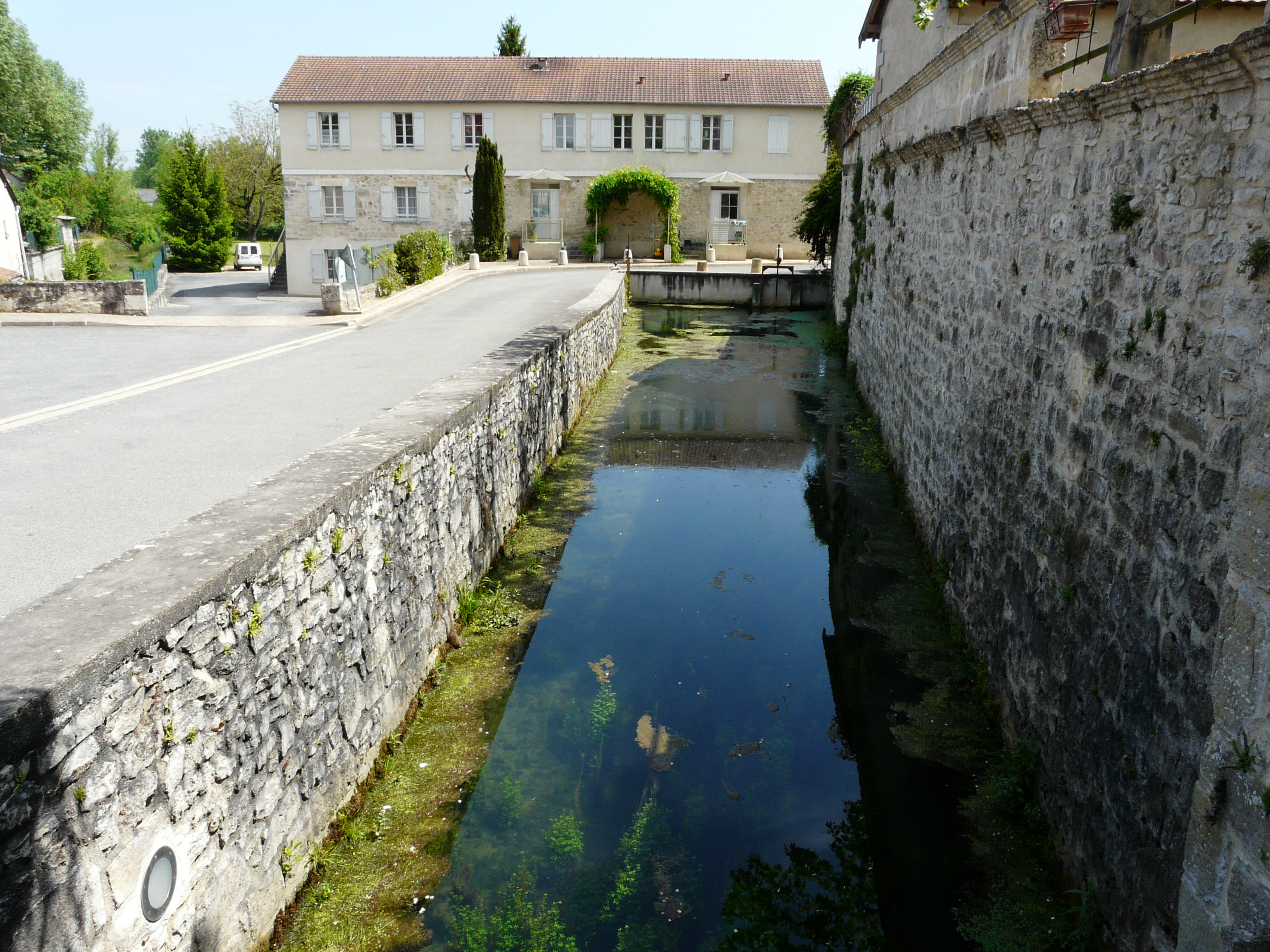
La retenue des eaux du Cern dans le village d'Azerat.

Selon le Sandre, le Cern est un seul cours d'eau qui prend d'abord naissance sous le nom de Douime. Selon le Géoportail de l'IGN, le Cern est un ruisseau qui naît à partir de la confluence du Douime et du Douzillet à 100 mètres au nord-ouest du village d'Azerat. Enfin, sur le cadastre ancien d'Azerat, le Cern est le nom de l'ensemble du cours d'eau, depuis la source actuelle du Douime. 
Le Douime prend naissance vers 190 mètres d'altitude, au lieu-dit le Moulin du Douime, en limite des communes d'Azerat et de Saint-Rabier et s'écoule vers le sud.
Après trois kilomètres, il est franchi par le viaduc du Douime de l'autoroute A89, long de 290 mètres et haut de 35 mètres. Il passe sous la ligne ferroviaire Périgueux-Brive avant de traverser le bourg d'Azerat, où il passe sous la route départementale (RD) 6089 et prend le nom de Cern, puis oblique vers l'est.
Il est franchi par la RD 65, au nord du bourg de La Bachellerie puis continue vers le sud-est. Il passe de nouveau sous la ligne ferroviaire au sud-est du lieu-dit la Mule Blanche. Au lieu-dit Rispe, il passe sous la RD 46 puis traverse le bourg du Lardin-Saint-Lazare, franchi une troisième fois par la ligne ferroviaire Périgueux-Brive. Il passe sous la RD 704  et rejoint la Vézère en rive droite vers 75 mètres d'altitude, dans l'enceinte du site industriel des Papeteries de Condat.
La longueur de l'ensemble Douime - Cern est de 13,6 kilomètres.

### Communes traversées
À l'intérieur du département de la Dordogne, le Cern arrose quatre communes, soit d'amont vers l'aval :
- Saint-Rabier (source)
- Azerat (source)
- La Bachellerie
- Le Lardin-Saint-Lazare (confluence)

### Bassin versant
Son bassin versant s'étend sur 101 km2,. Outre les quatre communes baignées par le Douime ou le Cern, le bassin en concerne également sept autres : 
- Badefols-d'Ans, Châtres, Nailhac et Peyrignac, baignées par le Taravellou[4],
- La Chapelle-Saint-Jean baignée par le ruisseau de la Chapelle, affluent du Taravellou[5],
- Beauregard-de-Terrasson et Villac, baignées par la Nuelle[3].

### Affluents
Le Cern comporte sept affluents répertoriés par le Sandre ; les trois plus longs, tous en rive gauche, sont :
- le Taravellou,  10,5 kilomètres[4] ;
- la Nuelle,  5,7 kilomètres[3] ;
- le Pouchard,  4,8 kilomètres[6].

La Nuelle et le Taravellou ayant eux-mêmes des sous-affluents. Le nombre de Strahler du Cern est donc de quatre.

## Hydrologie

### Le Cern au Lardin-Saint-Lazare
Le débit du Cern a été observé sur une période de 52 ans (1966-2018), à la station hydrologique du Lardin-Saint-Lazare, au lieu-dit Rispe, deux kilomètres en amont de sa confluence avec la Vézère. À cet endroit, le bassin versant représente 98 km2, soit la quasi-totalité de celui du cours d'eau.
Sur cette période, le module y est de 0,909 m3/s.
Le Cern présente des fluctuations saisonnières de débit, avec une période de hautes eaux caractérisée par un débit mensuel moyen évoluant dans une fourchette de 1,23 à 1,98 m3/s, de décembre à avril inclus (avec un maximum en janvier). La période des basses eaux a lieu de juin à octobre, avec une baisse du débit moyen mensuel allant jusqu'à 0,229 m3 au mois d'août. Cependant ces chiffres ne sont que des moyennes et les fluctuations de débit peuvent être plus prononcées selon les années et sur des périodes plus courtes.

### Étiage ou basses eaux
À l'étiage le VCN3 peut chuter jusque 0,037 m3, en cas de période quinquennale sèche, soit 37 litres par seconde, ce qui peut être qualifié de sévère, le débit du cours d'eau étant alors réduit à 4 % du module.

### Crues

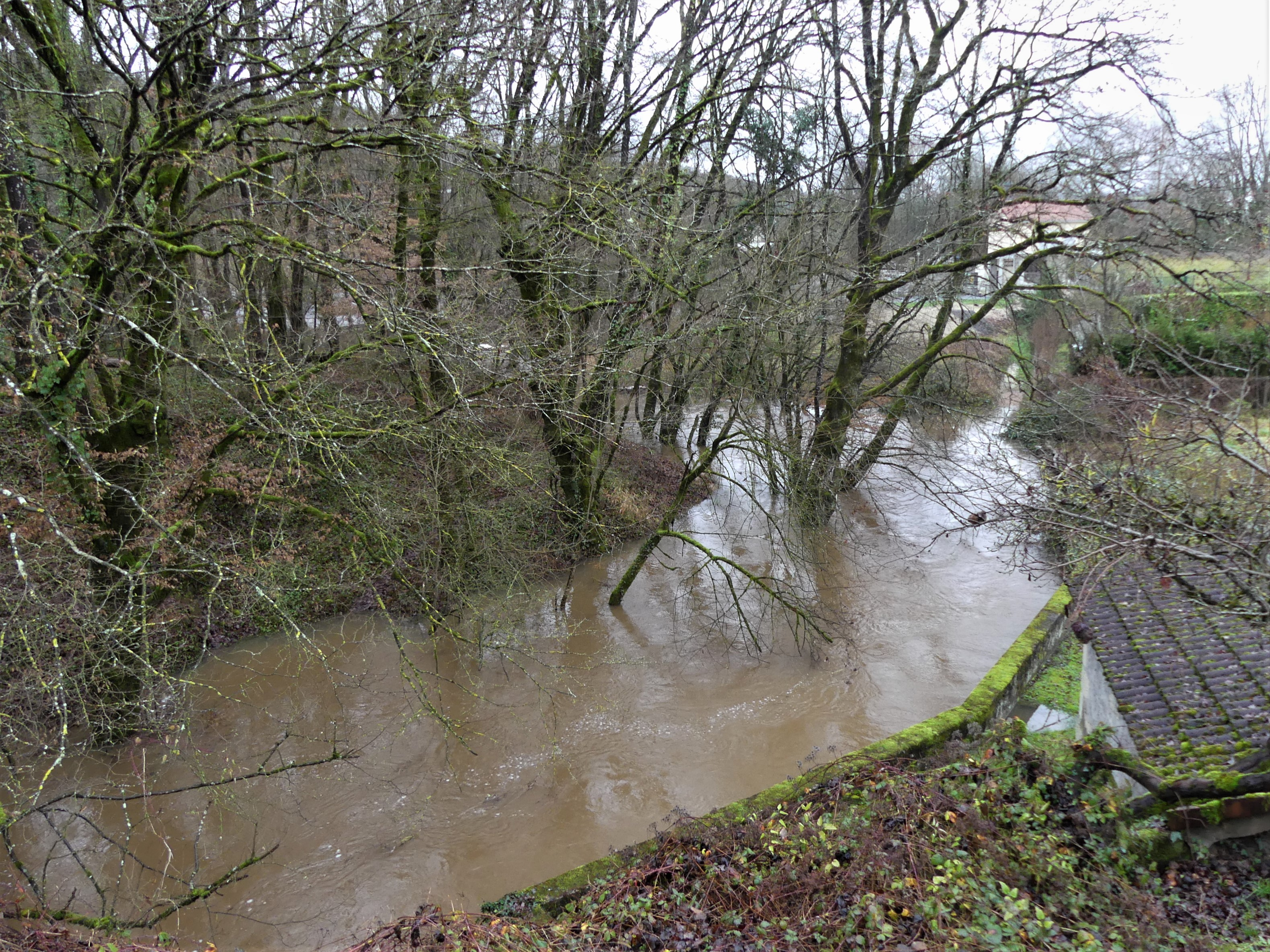
Le Cern en crue en janvier 2018 au Lardin-Saint-Lazare.

Les crues peuvent cependant s'avérer importantes. Les QIX 2 et QIX 5 valent respectivement 22 et 32 m3/s. Le QIX 10 est de 38 m3/s, le QIX 20 de 45 m3, tandis que le QIX 50 se monte à 53 m3/s.
Le débit instantané maximal enregistré à la station du Lardin-Saint-Lazare durant cette période a été de 38,2 m3/s le 14 février 2016, soit une hauteur maximale instantanée de 2,08 mètres. Si l'on compare ce débit à l'échelle des QIX de la rivière, cette crue était légèrement supérieure au QIX 10, donc susceptible de se reproduire à intervalle proche de dix ans. 
La précédente crue d'une ampleur équivalente remonte au 25 mai 2008 : après des pluies diluviennes, l'eau dévalant des collines a fait déborder le Cern et a coupé l'ancienne route nationale 89 à Azerat et inondé les parties basses du bourg, montant à près de deux mètres par endroits. Une trentaine de maisons y ont été sinistrées. À l'époque, de tels débordements ne s'étaient pas vus depuis 1963.
La valeur journalière maximale a été relevée le 6 février 1974 avec un débit de 36 m3/s.

### Lame d'eau et débit spécifique
La lame d'eau écoulée dans son bassin versant est de 294 millimètres annuellement, ce qui est légèrement inférieur à la moyenne de la France entière tous bassins confondus (320 millimètres). Le débit spécifique du Cern (ou Qsp) atteint ainsi au Lardin-Saint-Lazare le chiffre de 9,3 litres par seconde et par kilomètre carré de bassin.

### Risque inondation
Un plan de prévention du risque inondation (PPRI) a été approuvé en 2000 pour la Vézère au Lardin-Saint-Lazare, ayant un impact sur ses rives  ainsi que la partie aval de son affluent le Cern sur ses 1 200 derniers mètres,.
Un autre PPRI spécifique a été approuvé en 2020 pour le Cern et ses affluents, ainsi que leurs rives, depuis Azerat jusqu'au Lardin-Saint-Lazare,,,.

## Monuments ou sites remarquables à proximité
- La chapelle Notre-Dame-de-Bonne-Espérance à Azerat, datant du XIIIe siècle, modifiée aux XVe et XVIIe siècles[15].
- Le château de Rastignac à La Bachellerie, début du XIXe siècle[16].